# Дејвид Батстоун
Дејвид Батстоун (енгл. David Batstone; 4. април 1958) је професор етике на Универзитету у Сан Франциску, новинар, оснивач и председник организација Not for Sale и Right Reality, активиста за људска права Central American Mission Partners и борбу против трговине људима.

## Биографија
Рођен је 4. априла 1958. у Илиноису. Године 1976. је завршио средњу школу Chillicothe Township. Као студент је учио од Вилијама Р. Херцога о Исусовим причама. Дипломирао је психологију на Вестмонт колеџу 1980, на Међународној баптистичкој богословији у Швајцарској 1982. и Пацифичкој школи религије 1984. Дипломирао је систематску теологију на Дипломској теолошкој унији 1989. године. Докторирао је теологију ослобођења са докторском тезом From Conquest to Struggle: Jesus of Nazareth in the Liberation Christology of Latin America.
Аутор је књиге Not for Sale: The Return of the Global Slave Trade – and How We Can Fight It у којој је писао о трговини људима и томе како друштвена неједнакост и сиромаштво олакшавају трговцима да пронађу жртве међу девојкама. Џули Клосон је позитивно оценила књигу, написавши да цени Батстонову „одважност да прича о модерном ропству”. Заговорник је духовности на радном месту, о чему је писао у својој књизи Saving the Corporate Soul из 2003. године 
Активиста је за борбу против трговине људима. Учествовао је на Конференцији слободе и части 2012. у Кореји, конференцији о ропству и трговини људима, на којој је био један од два главна говорника.